# Starý Pařezov
Starý Pařezov je část obce Pařezov v okrese Domažlice v Plzeňském kraji. Nachází se na severu Pařezova. Je zde evidováno 29 adres. V roce 2011 zde trvale žilo 57 obyvatel.
Starý Pařezov leží v katastrálním území Pařezov o výměře 1,6 km².

## Historie
První písemná zmínka o vesnici pochází z roku 1537.

## Obyvatelstvo
| Rok            | 1869 | 1880 | 1890 | 1900 | 1910 | 1921 | 1930 | 1950 | 1961 | 1970 | 1980 | 1991 | 2001 | 2011 | 2021 |
| -------------- | ---- | ---- | ---- | ---- | ---- | ---- | ---- | ---- | ---- | ---- | ---- | ---- | ---- | ---- | ---- |
| Počet obyvatel | 127  | 136  | 130  | 136  | 159  | 132  | 138  | 72   | 61   | 56   | 35   | 31   | 52   | 57   | 75   |
| Počet domů     | 19   | 19   | 18   | 20   | 22   | 22   | 25   | 26   | 20   | 18   | 15   | 16   | 23   | 27   | 30   |

## Obecní správa
Při sčítání lidu v letech 1850–1959 Starý Pařezov byl osadou obce Otov v okrese Domažlice. V letech 1960–1985 byl částí obce Nový Kramolín v okrese Domažlice. Od 1. července 1985 do 23. listopadu 1990 byl částí města Poběžovice v okrese Domažlice. Od 24. listopadu 1990 je částí obce Pařezov v okrese Domažlice.

## Další fotografie

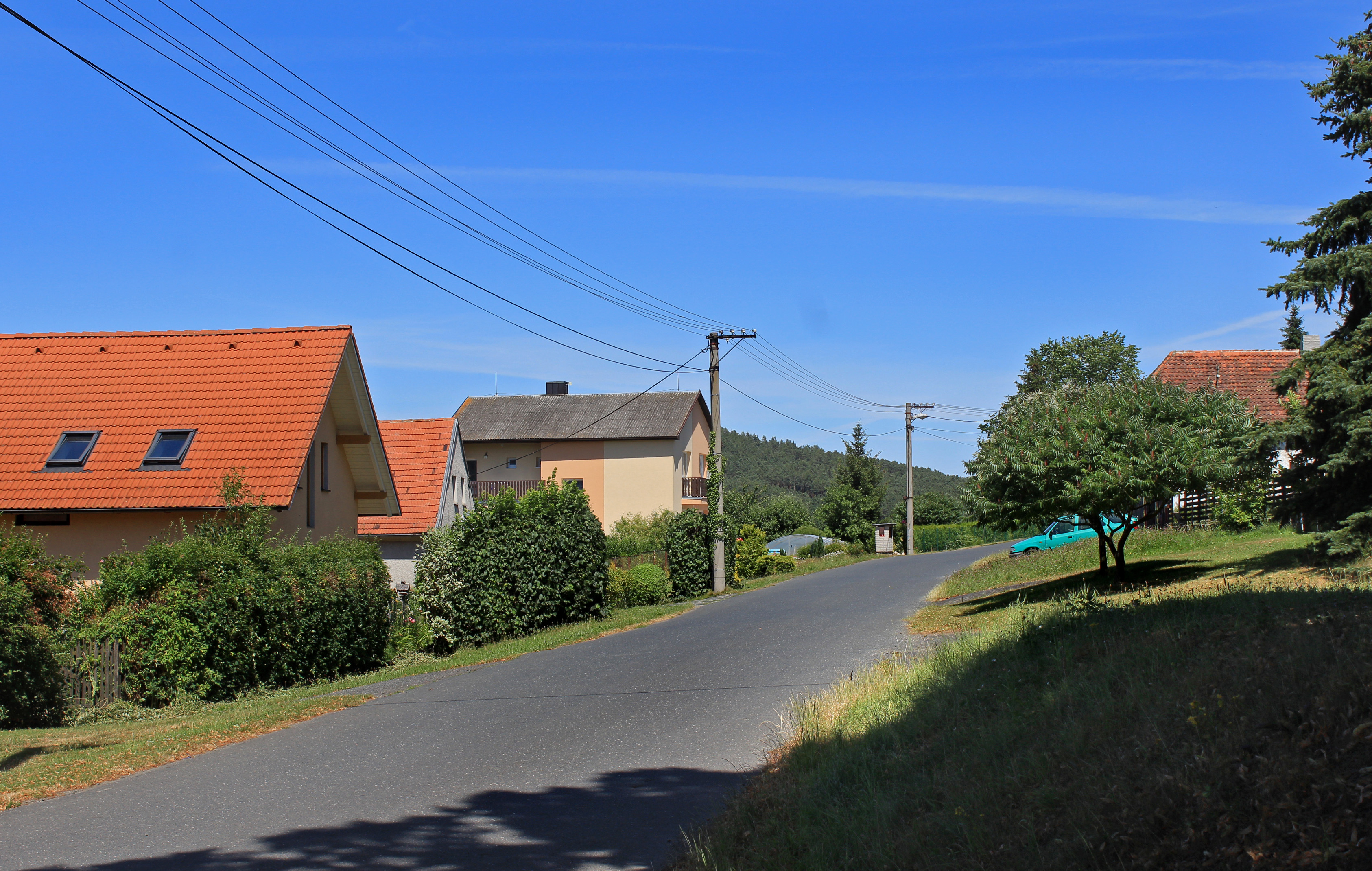
Severní část vesnice
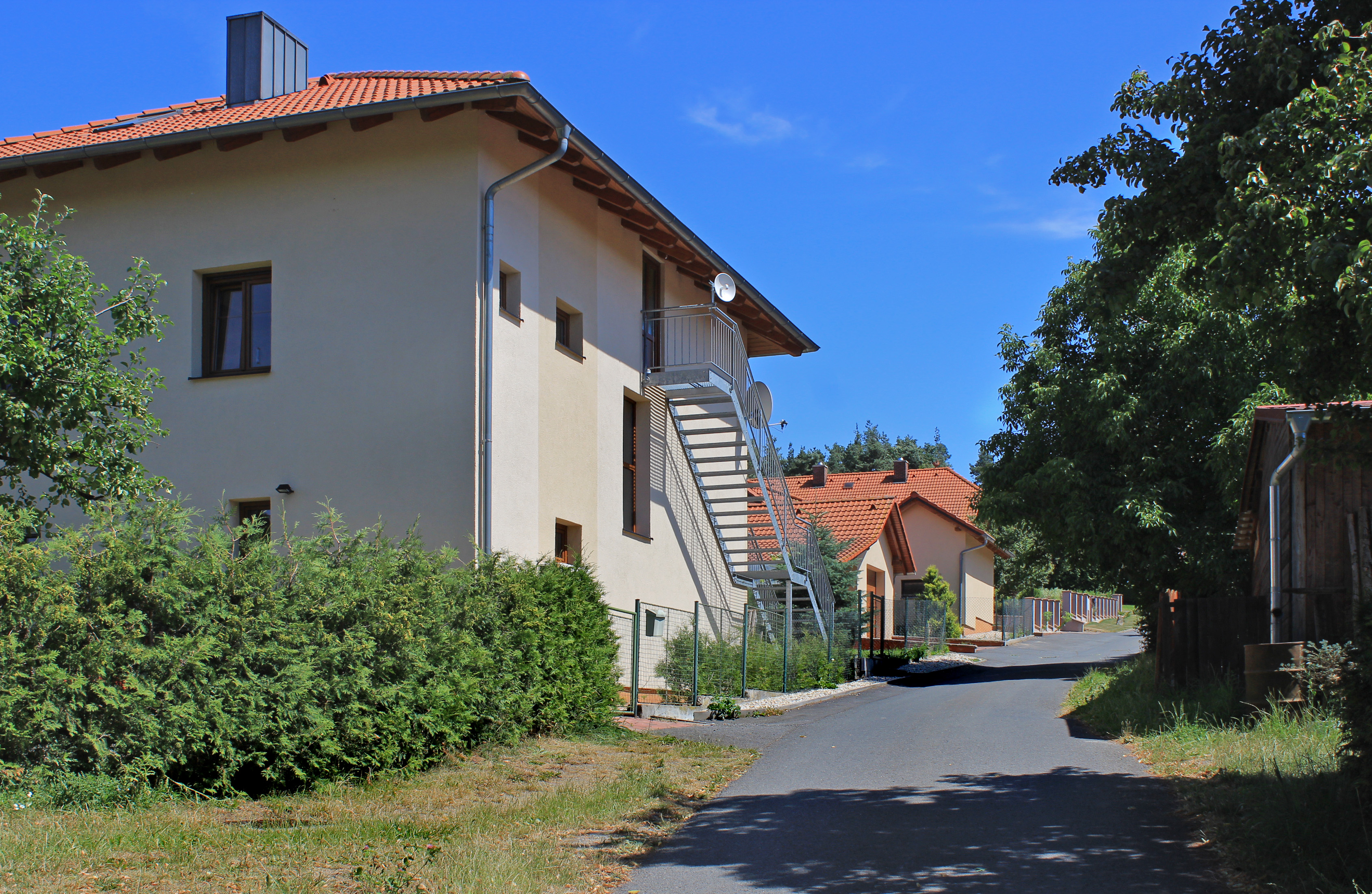
Postranní ulice
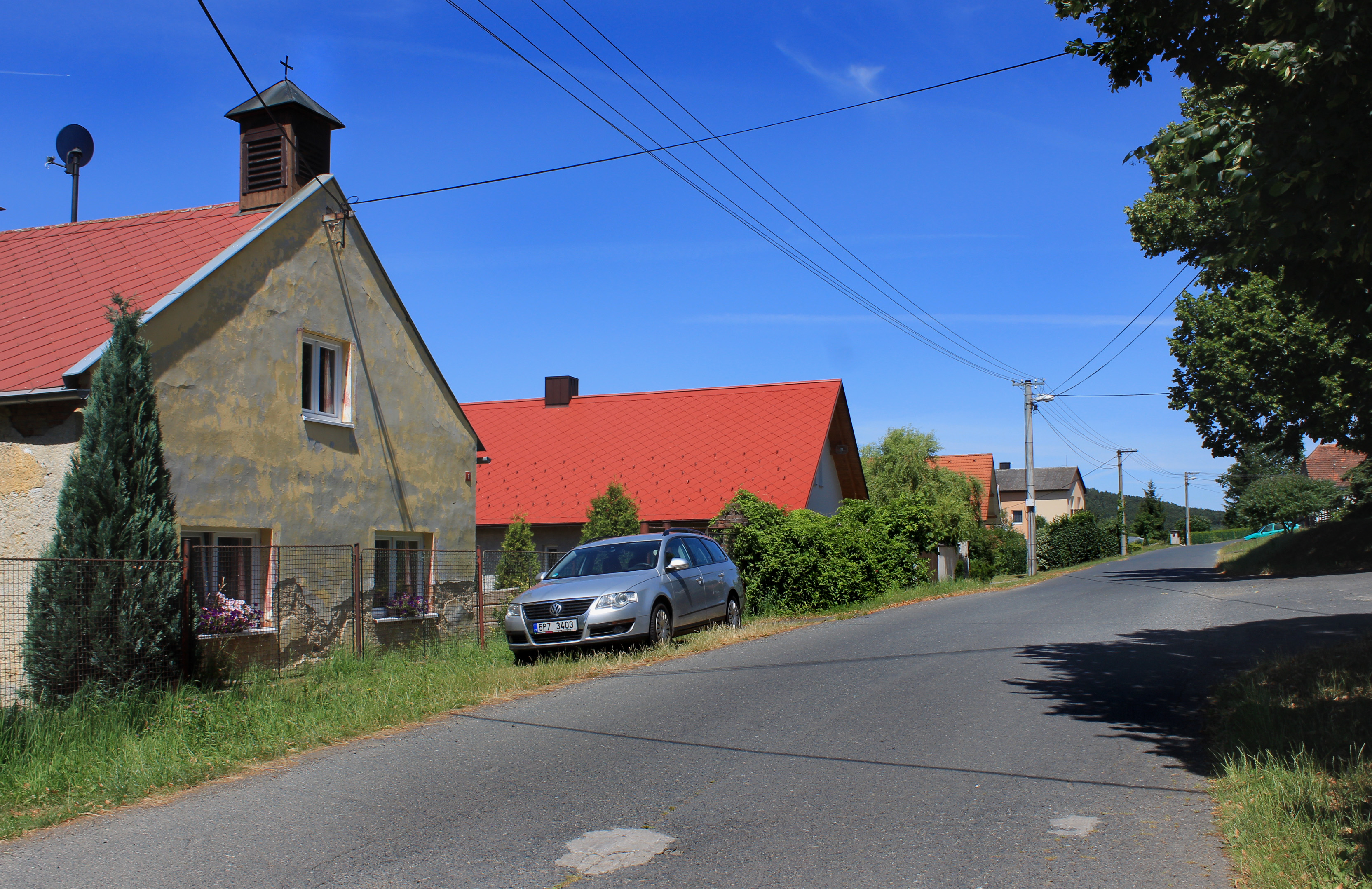
Dům se zvonicí u hlavní silnice